# Pingnan (socken i Kina, Sichuan)
Pingnan (kinesiska: 平南乡, 平南) är en socken i Kina. Den ligger i provinsen Sichuan, i den sydvästra delen av landet, omkring 180 kilometer norr om provinshuvudstaden Chengdu.
Genomsnittlig årsnederbörd är 1 162 millimeter. Den regnigaste månaden är juli, med i genomsnitt 342 mm nederbörd, och den torraste är december, med 2 mm nederbörd.